# Dvorana Mladosti
Dvorana mladosti naziv za višenamjensku sportsku dvoranu s pratećim sadržajima, predviđenu za održavanje sportskih, kulturnih, poslovnih i zabavnih manifestacija. Nalazi se na Trsatu, a dvorana je izgrađena 1973. godine. Površina dvorane je 5.458 m2, a površina vanjskog prostora je 10.486 m2. Glavni dio dvorane čine glavno borilište, dvije male dvorane za zagrijavanje, dvorana za judo, karate, dizanje utega i sala za biljar, a u sklopu dvorane nalaze se i 4 svlačionice, 2 fitness centra, uredski prostori Rijeka sporta i sportskih udruga, press-centar te ugostiteljski sadržaji i prodajni prostori. Kapacitet dvorane je 2.850 sjedećih i 1.000 stajaćih mjesta.

## Vanjske poveznice
- Stranica na Rijeka.hr